# 독일의 영재교육
이 문서는 독일의 영재교육에 관한 내용이다.

## 수월성교육의 목적과 방향
독일에서 강조하고 있는 수월성교육은 모든 학생의 소질과 능력을 개발할 수 있도록 돕는 것이다. 이 목적을 달성할 수 있도록 전체 학생을 대상으로 모든 단계에 걸쳐 다양한 제도와 수준별 학습 등 여러 방법으로 이루어져야 한다는 것을 강조하고 있다.

### 수월성교육의 목적
일반적으로 수월성교육이란 모든 학생에게 교육의 기회를 평등하게 제공하면서 잠재력이 뛰어난 학생을 골라 그 잠재성을 극대화시키기 위한 교육을 말한다. 독일에서 말하는 수월성교육은 ‘모든 학생의 소질과 능력을 최고의 상태로 발전시키고 최고의 성취를 이루도록 지원하는 교육’이라고 정의할 수 있다. 모든 학생의 언어적, 수학적, 자연과학적, 정신과학적, 기술적, 수공업적, 음악적, 예술적, 스포츠적, 사회적 소질과 능력을 최대한 계발하는 것이 교육의 목적이며 동시에 수월성교육의 목적으로 수용되고 있다. 독일의 각종 제도, 교육과정 운영이 이러한 수월성을 성취하기 위한 방향으로 구성되어 있다는 점에서 그것을 확인하게 된다.

### 수월성교육의 방향
독일의 연방-주 교육연구발전위원회는 2001년 수월성교육을 위한 보고서를 발간하면서 독일 수월성교육의 방향을 다음과 같이 제시하였다.
- 수월성교육은 영재 학생을 포함하여 모든 학생을 대상으로 하여야 한다. 즉, 기회균등의 원칙에 부합하여야 한다.
- 국제화 사회에서 국제경쟁력을 높이기 위하여 모든 사화단체는 수월성교육에 좀 더 깊은 관심을 보여야 한다.
- 수월성교육을 위하여 관련 교육제도가 정비되고, 적절한 교육환경이 마련되어야 한다.
- 수월성교육은 초등교육부터 직업교육까지 교육 전 부문에 걸쳐 이루어져야 한다.
- 수월성교육은 다양한 제도의 운영을 통하여 학생들의 소질과 능력을 최대한 실현시키는 방향으로 이루어져야 한다.
- 취학 전 교육 단계와 초등교육 단계의 어린이에게 제공되는 수월성교육 환경이 개선되어야 한다.
- 특별히 영재성을 지닌 학생들에게는 조기입학과 월반제도의 운영을 통하여 적절한 수준의 교육기회가 부여되어야 한다.
- 영재 학생을 위하여 다양한 심화학습과 수준별 학습을 제공하여 지적·개인적·사회적 능력을 촉진하여야 한다.
- 여학생들의 수월성교육이 강화되어야 한다.
- 수월성교육은 직업교육의 초기에서부터 시작하여 전 단계에 걸쳐 이루어져야 한다.
- 수월성교육을 성공적으로 수행하기 위해서는 교원의 역할이 중요하다. 교원의 양성과 연수과정에서 우수 교원을 확보하는 노력이 반드시 필요하다.
- 수월성교육에 관한 정보와 방법이 국내적으로 그리고 국제적으로 공유되는 것이 중요하다.
- 수월성교육 프로그램에 대한 평가 결과를 공개하고 정보를 공유하는 것이 성공적인 수월성교육을 위하여 중요하다.
- 수월성교육에 대한 경험과 지식은 일반교육과 직업교육에서도 적용되어야 한다.

이러한 방향은 독일 교육이 지향하는 목표인 ‘모든 학생의 소질과 능력을 최고의 상태로 발전시키고 최고의 성취를 이루도록 지원하는 교육’을 잘 나타내고 있다고 할 수 있겠다.

## 영재를 위한 수월성교육
수월성교육 중에서도 영재교육은 많은 사람들의 관심사항이다. 특별한 재능을 갖춘 학생들을 대상으로 특별한 교육을 실시하는 것은 개인에게도 도움이 되지만 국가 사회의 발전에도 중요한 의미를 지니고 있기 때문이다.

### 영재의 개념과 특성

#### 영재의 개념
독일에서는 영재아를 ‘재능요소와 매개요소 그리고 행동영역’의 세 가지 특징을 갖추고 있을 때 지칭한다. 즉, 일반지능과 특별 지적 재능, 창의성 등 선천적인 재능을 바탕으로 동기가 부여되고 환경이 뒷받침되어 탁월한 성취를 발휘하는 아동을 영재라고 보고 있다.

#### 영재의 특성
독일에서는 다음과 같은 특징을 가진 아동을 영재라고 정의하고 있다. 학습과 사고영역뿐 아니라 활동과 관심, 사회적 행위 등 포괄적인 개념으로 영재의 특성을 정의한다.

##### <학습과 사고영역>
- 특정 분야에 고차원적 지식 소유
- 연령에 비하여 탁월하게 풍부한 어휘 구사
- 설득력 있고 유창한 언어 구사
- 사실관계를 신속히 파악할 수 있는 능력
- 인과관계를 정확히 통찰할 수 있는 능력
- 공통점과 차이점을 심층적으로 추적
- 어려운 과제의 밑바탕에 깔려 있는 원칙에 대한 인식
- 쉽게 타당한 결론을 이끌어 낼 수 있는 능력
- 특별한 관찰능력
- 고난도의 서적을 대상으로 한 자기 주도적인 독서
- 비판적, 독자적, 가치판단적 사고

##### <활동과 관심>
- 특정 문제에 대한 관심
- 과제를 항상 완벽히 해결하려는 자세
- 일상적인 과제들에 대하여 지루해 함
- 완벽을 추구하는 노력
- 자기비판
- 자신의 일처리 시간과 결과에 대한 비판적 태도
- 독자적인 작업에 대한 선호
- 높은 성취 목표 제시 및 성인의 도움 없이 독자적으로 문제를 해결하려는 자세
- 종교, 철학, 정치, 환경, 사회 정의 등 성인들의 주제에 대한 관심

##### <사회적 행위>
- 정의/불신, 선/악의 개념에 집중하거나 권위에 도전하려는 자세
- 개인주의
- 비판적인 검토 후에 권위적인 의견을 수용하려는 자세
- 책임을 지려는 자세와 계획 및 조직능력
- 또래보다는 어른들과 자신의 능력을 비교하는 태도
- 상황을 신속히 판단하는 경향
- 정치적·사회적 문제에 적극 대처하는 자세

### 영재교육의 종류
독일에서는 영재를 위한 수월교육을 위하여 영재학교, 영재학급, 경시대회, 영재 프로그램 등 크게 네 가지 제도를 운영하고 있다.
첫째, 영재학교에는 국가에서 운영하는 기숙형 영재학교와 일반 영재학교로 구분된다. 일반 영재학교는 수학-자연과학 영재학교, 언어 영재학교, 음악 영재학교, 스포츠 영재학교 등 크게 네 가지로 나뉜다.
둘째, 영재학급은 주로 김나지움에 개설되어 있는데, 많은 김나지움에서 6학년부터 영재아들을 위한 별도 학급을 개설하고 있다.
셋째, 영재성 발굴을 위한 다양한 경시대회가 개최된다. 탐구 경시대회, 외국어 경시대회, 수학 경시대회, 자연과학 경시대회, 사회과학 경시대회, 정보학 경시대회, 음악 경시대회, 문화 경시대회, 수학 올림피아드, 화학 올림피아드, 물리 올림피아드, 생물 올림피아드, 철학 올림피아드 등이 주요 경시대회이다.
넷째, 많은 교육기관 또는 청소년기관이 주로 방학을 이용하여 다양한 영재교육 프로그램을 개설하고 있다.

### 영재교육의 모델
독일에서는 영재교육을 수행하기 위하여 기본 구상을 모델화하고 있다. 독일 연방교육연구부에서 발간한 자료에 담겨 있는 영재교육 모델은 다음과 같다.

### 속진학습
속진학습이란 학교 교육을 가급적 빨리 종료하도록 제도적으로 가능성을 열어 놓고 지도하는 학습을 말한다. 속진학습을 위하여 조기입학, 월반, 조기졸업, 상급학년 수업 참가 등 네 가지가 운영되고 있다.

#### 조기입학
독일에서는 만 6세에 초등학교에 입학한다. 그러나 연령은 같아도 발달은 아동아 따라 크게 차이가 난다. 영재아들은 대체적으로 유치원 연령에 이미 읽기, 쓰기, 셈하기 영역에서 입학연령 수준에 다다른다. 이러한 영재성을 지닌 아동을 위하여 조기입학제도가 실시되고 있다.

#### 월반
영재성을 지닌 탁월한 학생들은 입학 이후에도 두각을 나타낸다. 이러한 학생들은 능력에 맞게 한 학년 또는 여러 학년을 앞서서 공부할 수 있다.

#### 조기졸업
특별히 초등학교 단계에서 영재성이 확인되는 경우 4년의 과정을 2년 또는 3년에 마치고 중학교 과정에 입학할 수 있다.

#### 상급 학년 수업 참가
어떤 학생들은 대체적으로 볼 때 보통 정도의 수준이지만 특정 교과 영역에서 뛰어난 재능을 보이기도 한다. 이 경우 특정 교과 수업을 상급학년 학생들과 함께 받을 수 있다.

### 심화학습
심화학습은 교과내용을 깊이 있게 공부하는 수직적 심화학습과 더불어 교과 외의 내용을 확대하여 배우는 수평적 심화학습으로 구분할 수 있다. 수평 및 수직적 심화학습을 위하여 개별화 학습, 공동작업, 심화코스 선택, 경시대회 참가, 대학 및 기업체와의 협력 교육, 학생 교환 프로그램 등 여섯 가지가 운영되고 있다.

#### 개별화 학습
개별화 학습은 학급 수업 내에서 학생의 소질과 능력에 적합한 작업이 부과되는 것을 말한다. 개별화 학습에는 교사가 주도하여 개별화 교육을 실시하는 것과 더불어 학생이 독자적으로 주 수업계획 작성, 자유 학습, 프로젝트 작업, 개방 수업 등을 수행하는 것이 해당된다.

#### 공동작업
공동작업은 연령을 초월하여 능력에 따라 학급을 구성하여 수준 높은 주제 학습을 진행하는 것을 말한다.

#### 심화코스 선택
심화코스란 교과를 좀 더 깊이 있게 공부할 수 있도록 설치한 코스를 말한다. 중학교 단계의 영재 학생을 위해서는 일반 학생보다 선택을 더 많이 하도록 하고, 고등학교 단계의 영재 학생들에게는 심화코스를 더 많이 선택하도록 하여 능력에 맞는 양의 수업을 하도록 하는 제도이다.

#### 경시대회 참가
영재 학생이 국가 또는 각종 단체가 주관하는 경시대회 또는 올림피아드에 참가하도록 하는 것을 말한다.

#### 대학 및 기업체와의 협력 교육
영재 학생들이 대학, 연구소, 기업체에서 마련한 프로그램에 참가하는 것을 말한다. 예를 들어 슈투트가르트 김나지움의 정보학 영재 학생들은 슈투트가르트 시에 있는 프라운호퍼 연구소의 전산실에서 일정기간 작업하도록 하고 있다. 독일의 많은 대학들이 영재 학생들을 위한 특별 프로그램을 제공하고 있고, 일부 대학에서는 영재 학생들이 대학의 정규 교육과정에 참가하도록 기회를 제공하고 있다.

#### 학생 교환 프로그램
우수한 학생들을 위하여 속진제 대신에 그 기간 동안 외국에서 추가적인 학습을 할 수 있도록 기회를 제공하는 것이다.

### 속진학습과 심화학습의 병행
속진학습과 심화학습의 병행은 속진학습과 심화학습제도의 장점을 살려 융합하여 운영하는 것을 말한다.

#### 집중코스
집중코스란 중학교 단계의 영재 학생을 위하여 특정 교과, 특별히 외국어 교과를 집중적으로 학습하도록 하는 것을 말한다.

#### 연령 초월 학급
연령 초월 학급이란 몬테소리가 시도한 것을 적용하여 연령에 따른 일반 학급과 달리 연령과 무관하게 능력에 따라 구성된 학급을 말한다.

#### 이중 언어 수업
이중 언어 수업이란 두 가지 형태로 운영되는데, 하나는 중학교 단계에서 제1외국어 학습에 보다 많은 시간을 투입하는 것이고, 다른 하나는 고등학교 단계에서 이중 언어로 수업을 진행하는 것이다. 독일어와 프랑스어의 이중 언어 수업을 마친 영재 학생은 독일의 대학입학시험(아비투어)과 프랑스의 대학입학시험(바칼로레아)을 동시에 치를 수 있다.

#### 영재학교 및 영재학급
영재학교는 영재 학생을 위한 독립된 학교를 말하고, 영재학급이란 일반 학교에 영재학급을 설치하여 운영하는 것을 말한다.